# John Oliver (homme politique ontarien)
Pour les articles homonymes, voir John Oliver.
John Oliver  (né le 1956 à Guelph, Ontario) est un homme politique fédéral canadien.

## Biographie
Né à Guelph en Ontario, Oliver effectue ses études en commerces à l'Université McMaster et une maîtrise d'administration en santé de l'Université de Toronto.
Élu député du Parti libéral dans la circonscription d'Oakville contre le député sortant conservateur Terence Young en 2015, Oliver ne se représente pas en 2019.